# Front (település)
Front egy olaszországi település (comune) a Piemont régióban.